# Valeria mamestrina
Valeria mamestrina är en fjärilsart som beskrevs av Köhler 1952. Valeria mamestrina ingår i släktet Valeria och familjen nattflyn. Inga underarter finns listade i Catalogue of Life.